# Скелетон на зимових Олімпійських іграх 1948
Змагання зі скелетону на зимових Олімпійських іграх 1948 року відбулися у Санкт-Моріці. В той час цей вид спорту називався хреста, і у Санкт-Моріці знаходилась сама відома траса "Хреста ран". Цей вид спорту також згадується як санний спорт.

## Призери
| Золото | Ніно Бібба · Італія             |
| Срібло | Джон Хітон · США                |
| Бронза | Джон Краммонд · Велика Британія |

Джон Хітон  також здобув срібну медаль у скелетоні на Зимових Олімпійських іграх 1928 року.